# Langen (sjö i Antarktis)
Langen är en sjö i Antarktis. Den ligger i Östantarktis. Norge gör anspråk på området. Langen ligger 68 meter över havet. Den ligger vid sjöarna  Shel'fovoe och Karovoevatnet.